# Carolina (Puerto Rico)
Carolina es un municipio situado en la costa noreste del Estado Libre Asociado de Puerto Rico, al este de la capital, San Juan. Se considera que pertenece al área metropolitana de San Juan, altamente industrializada y poblada. La localidad se conoce como «Tierra de Gigantes».
El municipio tenía en 1986 85 instituciones educativas, cuatro de ellas de educación superior, cuatro centros sanitarios (un hospital, un centro de diagnóstico y tratamiento y otros dos centros de salud especializados); servicios de correos y teléfono, estaciones de radio y televisión, un aeropuerto internacional (Luis Muñoz Marín, en Isla Verde) y carreteras de primer y segundo orden.
Uno de los principales centros turísticos del país se encuentra en el sector de Isla Verde, con la playa de ese nombre, donde se localizan grandes y modernos hoteles. Otros sitios de interés son la Boca de Cangrejos, el Bosque de Piñones y las lagunas La Torrecilla, Piñones y San José.
Sus fiestas patronales se celebran el 30 de mayo, día de San Fernando.

## Historia
La ciudad fue fundada por colonos españoles en 1816 como Trujillo Bajo, junto con su contraparte Trujillo Alto como referencia a la ciudad de Trujillo en España. En 1857 fue rebautizada como San Fernando de la Carolina, más tarde abreviado a Carolina en época de Carlos II de España.
A la ciudad se la conoce como Tierra de Gigantes, no solo por el residente de Carolina Don Felipe Birriel González (que tuvo una altura no confirmada de 2,4 metros), sino en honor de otras personas de Carolina, como la poetisa Julia de Burgos o el primer jugador hispano honrado en el Salón de la Fama del béisbol, Roberto Clemente. En Carolina vivió Jesús T. Piñero, el primer puertorriqueño que sería nombrado gobernador por las autoridades de los Estados Unidos.
La ciudad se conocía como El Pueblo de los Tumba-Brazos, ya que, a finales de 1800, la principal exportación de la ciudad era la caña de azúcar, y los trabajadores de la caña de azúcar resolvían sus problemas luchando con sus machetes.[cita requerida]

## Economía
Entre las fábricas con que cuenta figuran las que elaboran maquinarias electrónicas, instrumentos científicos, envases de metal, equipos eléctricos, prendas de vestir, productos farmacéuticos, plásticos, químicos, goma de mascar y otras. En el pasado, cuando su economía era agrícola, el principal cultivo era la caña de azúcar, cuya producción más importante era la de la Central Victoria. Hoy, además del desarrollo industrial, son importantes la prestación de servicios, entre ellos el turismo, ya que este municipio cuenta con modernos hoteles e infraestructuras adecuadas en la zona de Isla Verde, así como con el Aeropuerto Internacional Luis Muñoz Marín.

## División político-administrativa
Se organiza bajo el distrito senatorial número VIII de Carolina, y los representativos números  38, 39 y 40. Lo integra trece barrios: Barrazas, Cacao, Cangrejo Arriba, Cedro, Canovanillas, Carolina Pueblo, Carruzos, Hoyo Mulas (Buena Vista), Martín González, Sabana Abajo, San Antón, Santa Cruz y Trujillo Bajo.
(2020-2024)
- Alcalde: José Carlos Aponte Dalmau (PPD).
- Senadores: Marissa (Marissita) Jiménez Santoni (PNP) y Javier Aponte Dalmau (PPD).
- Representantes: Wanda Del Valle DR-38 (PNP), Roberto Rivera Ruiz de Porras DR-39 (PPD) y Angel Nemesio Matos García DR-40 (PPD).

## Símbolos

### Bandera
La bandera de Carolina cuenta con tres franjas verticales, blancas las laterales y rojas la del centro. Las laterales, de 7 ½ medidas de anchura cada una, están sembradas de rabos de armiño negro, figurados a la manera heráldica, en la franja central de 10 módulos de ancho, aparece la espada y la corona del escudo, en idéntica disposición con blanco y amarillo en lugar de plata y oro.

### Escudo
El escudo de Carolina alude, con sus figuras y esmaltes, a su Patrón San Fernando. Algunos de los esmaltes son alusivos a la familia Vizcarrondo, de la cual procedieron el nombre del pueblo, su fundador y el caudillo de la primera gesta patriótica realizada por la libertad de Puerto Rico.
Fernando III, rey de Castilla y León (1199-1252), quien llevaba el sobrenombre de “El Santo”, se distinguió por su acendrada religiosidad, amor a la justicia y clemencia con los vencidos. Fue canonizado en el 1671. La corona sobre la espada es el principal de los atributos de la realeza y, por ende, ocupa posición privilegiada en el escudo. La espada no solo es el símbolo de la milicia, sino el de la justicia y en este escudo, recuerda las virtudes de San Fernando.
El escudo comprende un borde ancho de plata, sembrado o tachonado de pequeñas colas o rabos negros dibujados en forma heráldica convencional. Esta parte del escudo simboliza el linaje de Don Lorenzo Vizcarrondo, fundador del pueblo. El color rojo del escudo simboliza la primera gesta patriótica realizada por la libertad de Puerto Rico bajo el dominio español.
La corona mural del escudo representa la unidad moral de los habitantes del pueblo, su continuidad histórica y su autonomía. Las torres significan que fue Carolina el primer pueblo en timbrar de corona mural su sello municipal.

### Himno
Te Cantamos, Carolina
Carolina se ha convertido en tierra fértil de grandes músicos, poetas y artistas, pero le faltaba un himno con el que todas estas luminarias y todos los carolinenses se pudieran identificar.
Como parte de una iniciativa del alcalde José E. Aponte de la Torre, se celebró un certamen en septiembre del 2001 para seleccionar el himno oficial de nuestra Tierra de Gigantes. El premio recayó en una educadora con más de 20 años de experiencia en este Municipio.
«Te cantamos, Carolina», su texto, que retrata la belleza y el esfuerzo de nuestra gente, se convierte de ahora en adelante en otro símbolo con el que se podrán identificar los ciudadanos carolinenses.
La autora del himno es Migdalia Reyes Hernández, una maestra y consejera profesional de Carolina. La música inspirada en la tradicional danza puertorriqueña es de la autoría del carolinense Rafael Avilés Vázquez.
Letra:

«Marchemos hacia el futuro
Con la frente muy en alto
Somos la ciudad más linda
De esta Isla del Encanto.
Pueblo constante en esfuerzo,
En la lucha y el progreso
Que se ha levantado firme
Con excelencia y respeto.
En ti aman y trabajan
Gente de espíritu grande.
Te cantamos, Carolina
Bella Tierra de Gigantes.»

## Geografía y urbanismo

### Ubicación
Se encuentra en el norte de la isla, hacia el este. Limita con el océano Atlántico y el municipio de Loíza por el norte; con Gurabo y Juncos por el sur; con Canóvanas por el este, y con Trujillo Alto, Río Piedras y San Juan por el oeste.

### Barrios
Carolina está repartida en 14 barrios y Carolina Pueblo, el centro urbano y administrativo del Municipio de Carolina, y varios sectores. 
- Barrazas
- Buenaventura
- Cacao
- Cangrejo Arriba
- Canovanillas
- Carolina Pueblo
- Carruzos
- Hoyo Mulas
- Cedro
- Martín González
- Sabana Abajo
- San Antón
- Santa Cruz
- Trujillo Bajo

#### Sectores
- Villa Carolina
- Campo Rico
- Jardines de Country Club
- Isla Verde
- Loma Alta
- Villa Fontana
- Valle Arriba Height
- Villa Fontana Park
- Metropolis
- Country Club

### Topografía
El relieve es llano, excepto por su región sur, donde, en los límites con Juncos y Canóvanas, presenta elevaciones de la cuchilla El Asomante; y en los límites con Gurabo, otras elevaciones de la cuchilla Hato Nuevo. Al norte del Barrio Barrazas, el Cerro Gordo alcanza 293 m (961 pies) de altura. Ambas cuchillas son estribaciones menores de la sierra de Luquillo. Los llamados Cerros del Comandante, en San Antón, solo alcanzan 133 m (436 pies) de altitud sobre el nivel del mar. En el norte del municipio, los suelos son bajos y pantanosos. En esta zona, en el Barrio Hoyo Mulas, el cerro San José solo mide 64 m (210 pies) de altura.

### Hidrografía
El río Grande de Loíza cruza por el centro del municipio, de oeste a este. Uno de sus afluentes es el río Canovanillas, que sirve de límite entre Canóvanas y Carolina; el mismo recibe las aguas de las quebradas González, Las Lajas, Limones y Cambute. Las quebradas Maracuta, Pastrana y Hoya Fría, que riegan a Carolina, también son de la cuenca del Grande de Loíza. La Quebrada Blasina desemboca directamente en el mar. Las lagunas de Piñones, San José y La Torrecilla son parte de su sistema hidrográfico.

### Otros accidentes geográficos
En el centro de la costa carolinense está la punta El Medio, frente a la cual se encuentra la Isla Verde, de la cual toma nombre la conocida playa. En el extremo noreste, frente a Boca de Cangrejos, hay otra pequeña isla, La Cáncora. Las Cuevas del cerro San José se encuentran bajo el citado cerro; son seis, entre las que se destaca la llamada Cueva del Lago. En las mismas existen petroglifos indígenas.

### Recursos forestales
Al noreste, en el municipio de Loíza, se encuentra el bosque de Piñones, cuya descripción aparece en las páginas dedicadas a este último municipio. En la punta y la boca de Cangrejos, entre Carolina y Loíza, hay unas 80 hectáreas cubiertas de mangles; y entre San Juan y Carolina, alrededor de la laguna de San José, hay otras 70 hectáreas de manglares. Ambas zonas son muy ricas en vida silvestre.

### Recursos minerales
En este municipio hay depósitos de arcilla blanca conocida como caolín.

## Personas destacadas
- Roberto Clemente Walker, beisbolista de grandes ligas.
- Anuel AA, cantante de trap y reguetón.
- Julio Voltio, cantante y pastor
- Hector El Father, cantante y pastor
- Tito El Bambino, cantante de reguetón
- Lito y Polaco, duo de rap y reguetón.
- Bryant Myers, cantante de trap y reguetón.
- Brytiago, cantante.
- Lalo Rodríguez, cantante.
- Lary Over, cantante y pastor cristiano.
- Lennox, cantante de reguetón.
- Luar La L, cantante de reguetón y trap.
- Miky Woodz, rapero.
- Mackie, cantante de reguetón.
- Zion, cantante de reguetón.
- Rauw Alejandro, cantante de reguetón.
- Pusho, cantante y compositor de reguetón.
- Daniela Droz, actriz.
- Eric Pérez, luchador.
- Jory Boy, cantante de reguetón.
- Omar Courtz, cantante y trap
- Dei V, cantante de reguetón y trap
- Eddie Dee cantante de reguetón